# María José de Córdoba
María José de Córdoba Serrano (Alcalá la Real, 1961) es una artista y profesora universitaria española, experta en sinestesia. En 1987 se licenció en Bellas artes por la Universidad de Sevilla y en 1994 se doctoró en la misma disciplina por la Universidad de Granada.
Es la directora de la Fundación Internacional Artecittà. Su línea investigadora se desarrolla en el campo de la sinestesia desde la década de 1980, además de realizar investigaciones en el ámbito del grabado, nuevos materiales y sistemas de estampación. Hasta 2013 había dirigido los cuatro congresos internacionales de Sinestesia, Arte y Ciencia y los tres cursos de verano sobre sinestesia que se habían celebrado en España, y únicos en Europa por su carácter multidisciplinar.
En 2009 recibió la medalla al Mérito concedida por la Real Academia de Bellas Artes de Nuestra Señora de las Angustias.
En 1994 obtuvo el Primer premio de Grabado en el "III Salón de Dibujo y Grabado" organizado dentro del Salón de Otoño madrileño. En 1996 obtuvo la mención de Honor en el I Premio de pintura DADA, (Granada). Ganó el 4.º Premio Internacional y 1.º de España en el 4.º Festival Internacional de Arte Contemporáneo de Sanremo. En 2000 fue seleccionada en el I premio Arco (Feria Internacional de Arte Contemporáneo) con la obra multimedia Latido 2 y fue elegida por el instituto de cultura de Puerto Rico como una de las artistas invitadas para representar a España en la Bienal Internacional de Grabado celebrada en San Juan.